# 刘邵子洋
刘邵子洋（2003年12月11日—）是一位中华人民共和国足球运动员，自2021年12月起加盟德甲球隊拜仁慕尼黑的青训营，于场上司职守门员。在国家队层面上，他也曾入选各级中国青少年梯队。現時由拜仁慕尼黑外借至奥地利足球乙级联赛球隊列特體育會。

## 俱乐部生涯
刘邵子洋出生于浙江温州，但自幼便跟随父母在武汉生活。小学时，他就读于足球传统名校汉口辅仁小学，起先练习后卫，但启蒙教练冯丽华认为刘邵子洋不仅有身高优势，还胆大、不怕球，是个守门员的好苗子。于是在每日校队训练前，会提前半小时单独教他守门员的基本扑救动作与手型，后来全面转型为守门员。2014年，刘邵子洋加入当地新成立的足球俱乐部武汉尚文（即武汉三镇足球俱乐部前身）的青训梯队，并作为该俱乐部海外培星计划成员之一，自2016年起赴西班牙巴塞罗那留学及接受海外足球训练。
2020年，刘邵子洋开始跟随武汉三镇一线队训练。2021年3月，该俱乐部与德甲班霸拜仁慕尼黑达成合作协议，共同展开青训培养工作。刘邵子洋成为两家俱乐部共同培养的首位球员，前往拜仁校园接受训练，之后在拜仁青年队的比赛中登场亮相。同年8月，刘邵子洋又参加了拜仁U19梯队的季前训练营。
2021年12月16日，拜仁慕尼黑正式宣布签入刘邵子洋，并为其提供了一份期至2025年6月30日的职业合同。此前，刘邵子洋已在慕尼黑的拜仁校园训练生活了近11个月，他也因而成为首位加盟拜仁慕尼黑的中国球员。据报道，拜仁需要为此向武汉三镇支付约100万欧元的转会费。加盟之后，刘邵子洋将主要跟随俱乐部的U19梯队训练，偶尔也参加拜仁二队的训练。他还将与门将协调员汤姆·施塔克密切合作，并定期接受德语培训，以加快融入球队的速度。
2022年2月1日，刘少子扬被拜仁租借至奥超球队奧地利克拉根福。期间代表奥地利克拉根福二队在奥地利克恩顿州联赛共13次出场，均首发，零封1次。2023年2月4日，被租借至奥地利足球乙级联赛球队格拉茨AK。2023年7月4日，被拜仁慕尼黑租借至里德，租借期一年。

## 国家队生涯
2017年8月10日，中国足球协会发布关于组织U14选拔队第三期集训及比赛的通知，刘邵子洋入选，这也是他首次入选国字号集训队。2018年2月8日，中国足协发布关于组织U15集训大名单通知，刘邵子洋入选；2019年3月15日，中国足球U16集训名单正式出炉，他同样在列。在同年4月6日于陕西渭南举行的华山杯国际青年足球锦标赛首轮比赛中，刘邵子洋作为主力门将出场，并在比赛中完成数次扑救，帮助中国U16以5比0击败缅甸。
自2020年起，因受到冠状病毒疫情和滞留海外等原因影响，刘邵子洋未能进入到新一期中国U18国青队，但他仍被视为未来中国青年队中的重要一员。

## 个人生活
- 家庭除父母外，还有一个妹妹与一个哥哥；
- 小学母校为汉口辅仁小学；
- 中学母校为铁寄中学；
- 最喜爱的球员是特尔施特根；
- 最喜爱的球队是埃弗顿[16]。